# Зелинка, Карл
Карл Зелинка (нем. Karl Zelinka; 15 декабря 1858, Меренберг — около 1935, Вена) — австрийский зоолог.

## Биография
С 1885 года в качестве приват-доцента читал лекции зоологии в Граце, в 1893 году назначен экстраординарным профессором в Граце, в 1897 году — ординарным профессором зоологии в Черновице. Научные исследования Зелинка касаются гистологии нервной системы рыб, анатомии, биологии и эмбриологии низших червеобразных и т. д. Из работ Зелинка заслуживают внимания: «Die Nerven der Cornea der Knochenfische und ihre Endigung im Epithel» (1882); «Studien über die Räderthiere» (1886—1891); «Die Gastrotrichen» (1889); «Ueber die Organisation von Echinoderes» (1894).